# Geneva Seahawks 2024
Questa voce raccoglie le informazioni riguardanti i Geneva Seahawks nelle competizioni ufficiali della stagione 2024.

## Lega Nazionale A 2024

### Stagione regolare
| Ginevra 24 marzo 2024, ore 14:00 1ª giornata | Geneva Seahawks | 7 – 41 referto | Gladiators Beider Basel | Centre Sportif de Vessy\| Arbitro: \| Schwarz \| |
| Arbitro:                                     | Schwarz         |                |                         |                                                  |

| Ginevra 6 aprile 2024, ore 18:00 3ª giornata | Geneva Seahawks | 21 – 13 referto | Bern Grizzlies | Centre Sportif de Vessy\| Arbitro: \| Ducommun \| |
| Arbitro:                                     | Ducommun        |                 |                |                                                   |

| San Gallo 20 aprile 2024, ore 18:00 5ª giornata | Sankt Gallen Bears | 14 – 10 referto | Geneva Seahawks | Leichtathletikanlage Neudorf\| Arbitro: \| Herrmann \| |
| Arbitro:                                        | Herrmann           |                 |                 |                                                        |

| Ginevra 27 aprile 2024, ore 18:00 6ª giornata | Geneva Seahawks | 14 – 28 referto | Calanda Broncos | Centre Sportif de Vessy\| Arbitro: \| Schwarz \| |
| Arbitro:                                      | Schwarz         |                 |                 |                                                  |

| Witikon 5 maggio 2024, ore 14:30 7ª giornata | Zürich Renegades | 29 – 24 referto | Geneva Seahawks | Sportplatz Looren\| Arbitro: \| Waldburger \| |
| Arbitro:                                     | Waldburger       |                 |                 |                                               |

| Thun 20 maggio 2024, ore 14:30 9ª giornata | Thun Tigers | 7 – 20 referto | Geneva Seahawks | Stadion Lachen\| Arbitro: \| Schwarz \| |
| Arbitro:                                   | Schwarz     |                |                 |                                         |

| Berna 25 maggio 2024, ore 18:00 10ª giornata | Bern Grizzlies | 0 – 34 referto | Geneva Seahawks | Stadio di atletica leggera Wankdorf\| Arbitro: \| Meier \| |
| Arbitro:                                     | Meier          |                |                 |                                                            |

| Ginevra 1º giugno 2024, ore 18:00 11ª giornata | Geneva Seahawks | 47 – 9 referto | Thun Tigers | Centre Sportif de Vessy\| Arbitro: \| Ducommun \| |
| Arbitro:                                       | Ducommun        |                |             |                                                   |

| Basilea 8 giugno 2024, ore 18:00 12ª giornata | Gladiators Beider Basel | 26 – 7 referto | Geneva Seahawks | Stadion Rankhof\| Arbitro: \| Fouillet \| |
| Arbitro:                                      | Fouillet                |                |                 |                                           |

| Ginevra 16 giugno 2024, ore 14:30 13ª giornata | Geneva Seahawks | 23 – 12 referto | Winterthur Warriors | Centre Sportif de Vessy\| Arbitro: \| Ducommun \| |
| Arbitro:                                       | Ducommun        |                 |                     |                                                   |

## Statistiche di squadra
| Competizione      | %Vittorie | In casa | In casa | In casa | In casa | In casa | In casa | In trasferta | In trasferta | In trasferta | In trasferta | In trasferta | In trasferta | Totale | Totale | Totale | Totale | Totale | Totale |
| Competizione      | %Vittorie | G       | V       | N       | P       | Pf      | Ps      | G            | V            | N            | P            | Pf           | Ps           | G      | V      | N      | P      | Pf     | Ps     |
| ----------------- | --------- | ------- | ------- | ------- | ------- | ------- | ------- | ------------ | ------------ | ------------ | ------------ | ------------ | ------------ | ------ | ------ | ------ | ------ | ------ | ------ |
| Stagione regolare | .500      | 5       | 3       | 0       | 2       | 112     | 103     | 5            | 2            | 0            | 3            | 95           | 76           | 10     | 5      | 0      | 5      | 207    | 179    |
| Totale            | .500      | 5       | 3       | 0       | 2       | 112     | 103     | 5            | 2            | 0            | 3            | 95           | 76           | 10     | 5      | 0      | 5      | 207    | 179    |